# Tentic (Larránzar)
Tentic es una localidad del municipio de Larráinzar ubicado en la región de Los Altos del estado mexicano de Chiapas. La localidad fue creada el 15 de septiembre de 2011.

## Geografía
La localidad de Tentic se sitúa en las coordenadas geográficas 16°54′13″N 92°45′43″O / 16.903611, -92.761944, a una elevación de 1,989 metros sobre el nivel del mar.

## Demografía
Según el Censo de Población y Vivienda 2020, efectuado por el Instituto Nacional de Estadística y Geografía, la localidad de Tentic tiene 86 habitantes, de los cuales 47 son del sexo masculino y 39 del sexo femenino. Su tasa de fecundidad es de 2.76 hijos por mujer y tiene 13 viviendas particulares habitadas.
| Gráfica de evolución demográfica de Tentic entre 2020 y 2020 |
|                                                              |
| INEGI.                                                       |